# Station De Westereen
Station De Westereen is het station van Zwaagwesteinde (Fries: De Westereen) in de provincie Friesland. Het is gelegen aan de spoorlijn van Leeuwarden naar Groningen (Lijn B), en wordt bediend door Arriva.
Toen de naam van het dorp in 2009 officieel werd gewijzigd in De Westereen, bleef NS Stations aanvankelijk de naam Zwaagwesteinde gebruiken. Bij het ingaan van de dienstregeling 2016 op 13 december 2015 echter werd het station ook door NS Stations officieel De Westereen genoemd. Deze naam komt van oorsprong uit het plaatselijke dialect, maar is tegenwoordig ook in het Standaardfries en het Nederlands gebruikelijk.

## Geschiedenis
De spoorlijn liep sinds 1 juni 1866 langs het dorp. Vanaf 1 oktober 1885 werd er tweemaal daags bij het dorp gestopt, ware het bij een eenvoudig gebouwtje. Tegenover de wachterswoning met nummer 40 werd in 1902 een stationsgebouw gebouwd, dat in mei van dat jaar werd geopend. Het eerste gebouw was niet meer dan een houten wachtruimte met een stenen onderbouw en een aangebouwd toiletgebouwtje. Daarnaast werd een laag grindperron aangelegd.
In 1955 werd een nieuw gebouw neergezet naar een ontwerp van spoorarchitect Koen van der Gaast. Het werd op 21 juli van dat jaar in gebruik genomen. Twintig jaar later werd een tweede perron aangelegd. Het stationsgebouw is in 2003 gesloopt. Sinds 2005 wordt de lijn geëxploiteerd door Arriva die er met GTW en WINK treinstellen van Stadler rijdt.

## Afbeeldingen

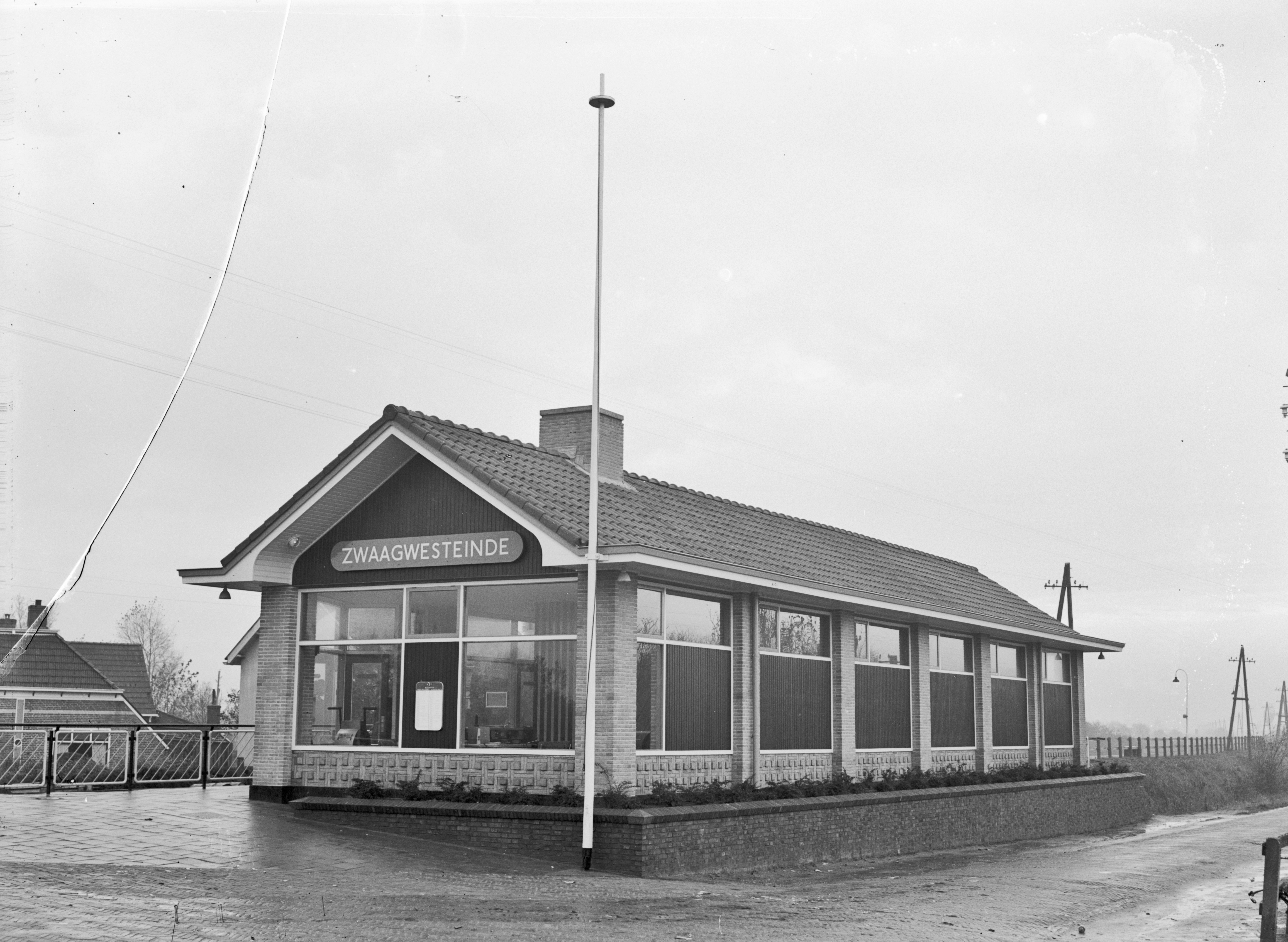
Station Zwaagwesteinde in 1955
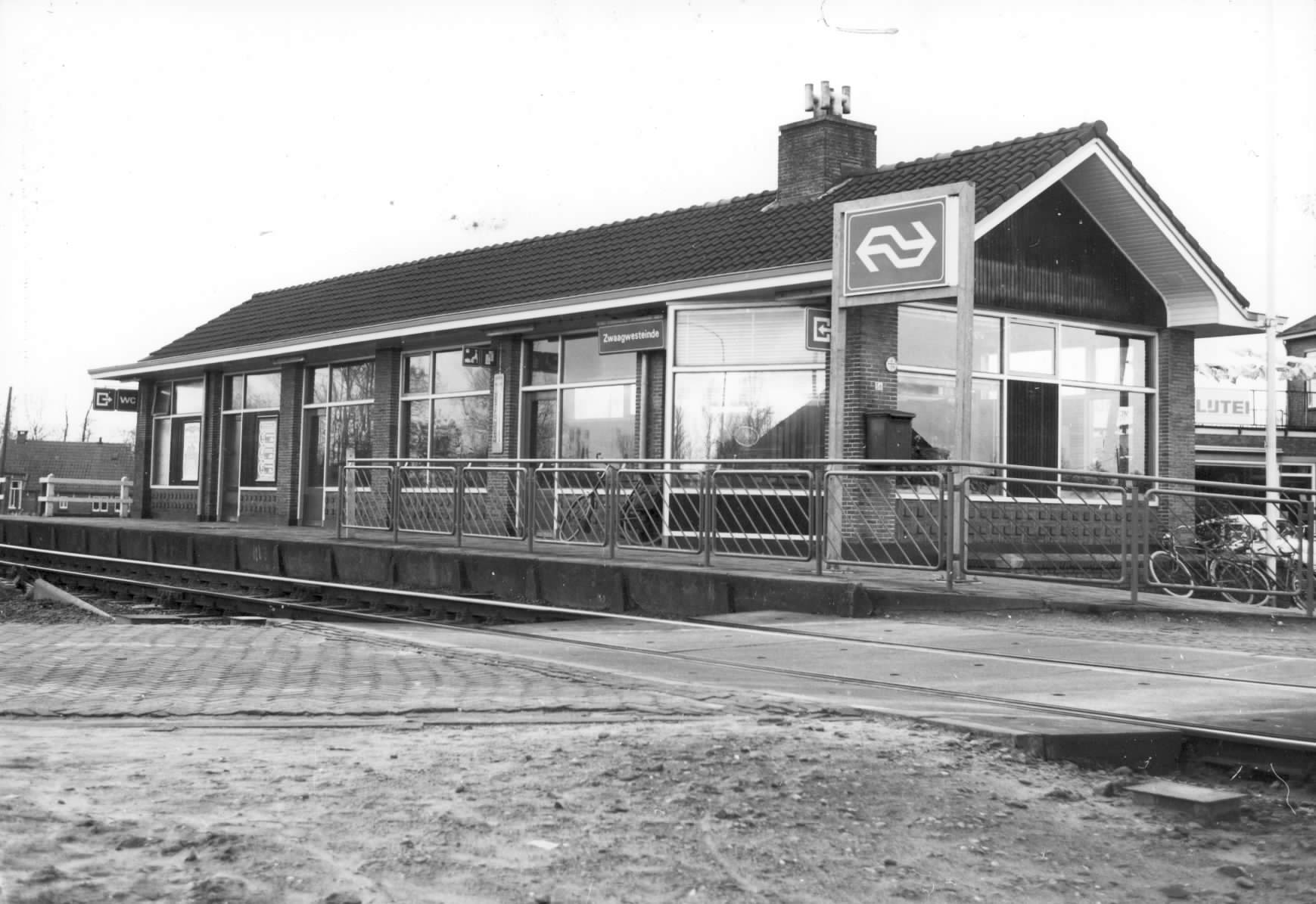
Stationsgebouw in 1955
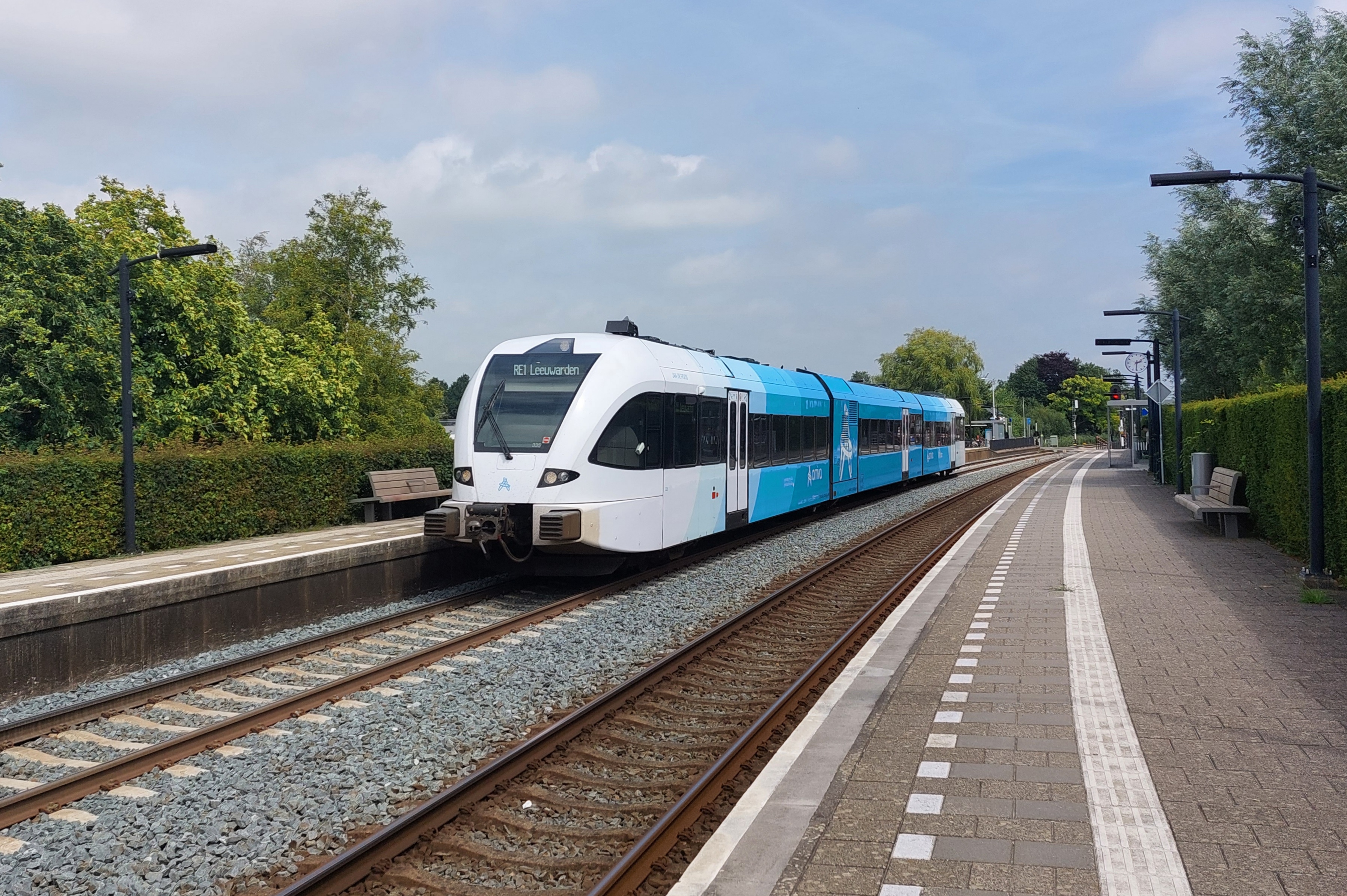
Arriva WINK op het station
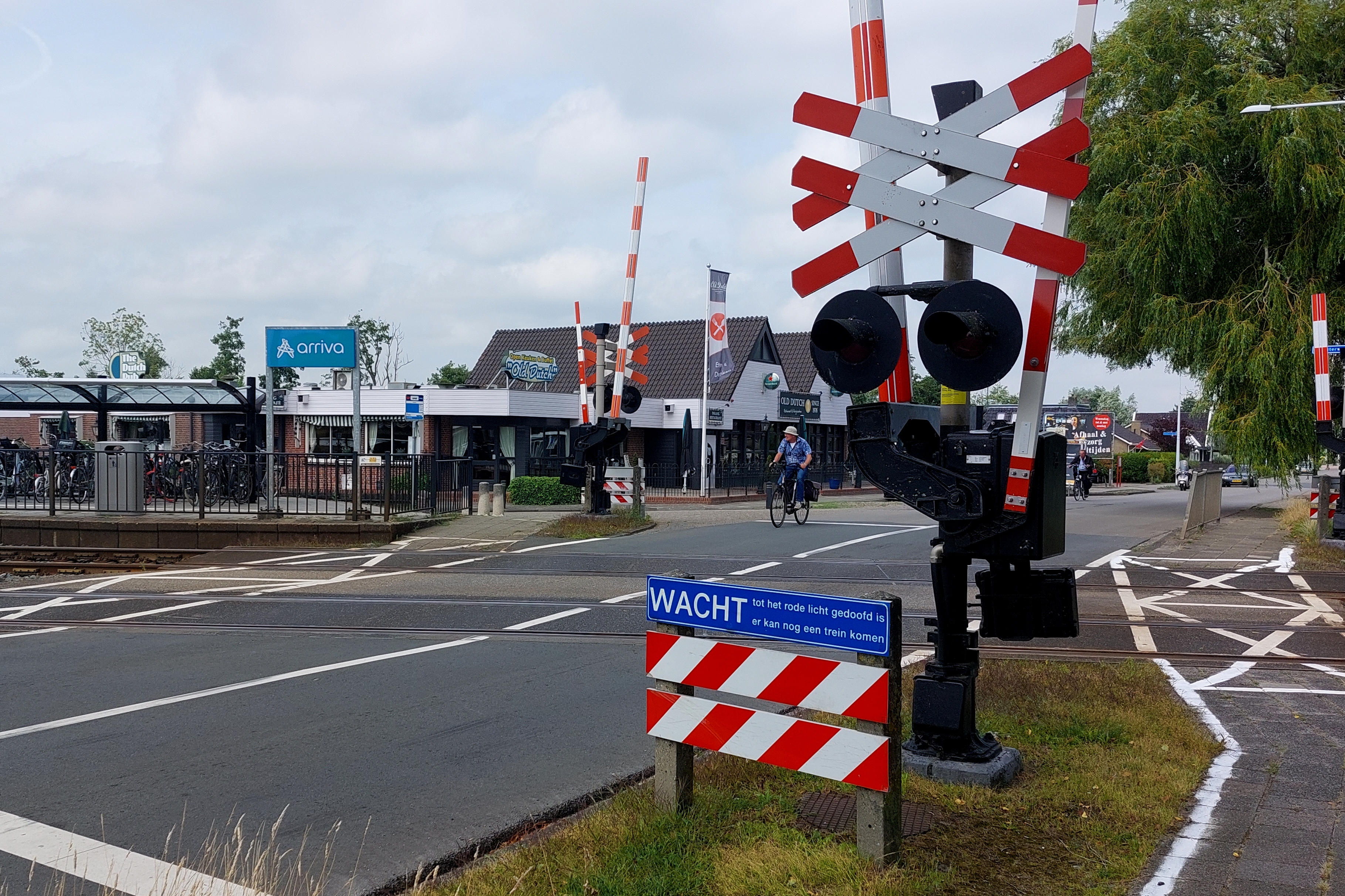
Spoorwegovergang bij het station

## Verbindingen
Op het station stopt de volgende treinserie:
| Serie      | Treinsoort         | Route                                 | Bijzonderheden                                                                               |
| ---------- | ------------------ | ------------------------------------- | -------------------------------------------------------------------------------------------- |
| 37400 RS 1 | Stoptrein (Arriva) | Leeuwarden – De Westereen – Groningen | 's Avonds rijden van maandag t/m zaterdag enkele extra treinen tussen Zuidhorn en Groningen. |

−0,2: Harlingen Haven ·
1,1: Harlingen ·
9,6: Franeker ·
15,5: Dronryp ·
21,9: Deinum ·
24,9: Leeuwarden ·
28,0: Achter de Hoven ·
29,7: Leeuwarden Camminghaburen ·
31,3: Ouddeel ·
34,4: Tietjerk ·
36,1: Hurdegaryp ·
40,2: Feanwâlden ·
43,6: De Westereen ·
46,8: Wildpad ·
47,3: Veenklooster-Twijzel ·
50,9: Buitenpost ·
57,8: Visvliet ·
61,9: Grijpskerk ·
68,7: Zuidhorn ·
72,2: Den Horn ·
75,3: Hoogkerk-Vierverlaten ·
80,4: Groningen ·
82,0: Groningen Europapark ·
88,4: Westerbroek ·
92,4: Kropswolde ·
93,7: Martenshoek ·
95,6: Hoogezand-Sappemeer ·
97,2: Sappemeer Oost ·
98,0: Scholte ·
102,2: Zuidbroek ·
109,7: Scheemda ·
111,5: Heiligerlee ·
114,6: Winschoten ·
121,9: Ulsda ·
126,8: Bad Nieuweschans
Akkrum ·
Buitenpost ·
De Westereen ·
Deinum ·
Dronryp ·
Feanwâlden ·
Franeker ·
Grou-Jirnsum ·
Harlingen ·
-Haven ·
Heerenveen ·
Hindeloopen ·
Hurdegaryp ·
IJlst ·
Koudum-Molkwerum ·
Leeuwarden ·
-Camminghaburen ·
Mantgum ·
Sneek ·
-Noord ·
Stavoren ·
Wolvega ·
Workum
Voormalige stations: zie de lijst van voormalige spoorwegstations in Friesland